# المدرسة الوطنية العليا للعمارة في فرساي
المدرسة الوطنية العليا للعمارة في فرساي (بالفرنسية:École nationale supérieure d'architecture de Versailles) هي مدرسة معمارية فرنسية في فرساي تأسست عام 1969 تقع في منطقة الاسطبلات القديمة في قصر فرساي.

## وصلات خارجية
- الموقع الرسمي